# Ancilia
Gli Ancilia erano i dodici scudi (ovali e tagliati sui lati) sacri utilizzati dai fratelli Salii 
nelle loro processioni e nei loro riti della Roma arcaica.

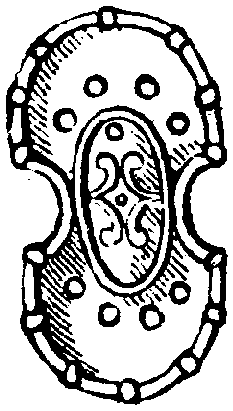
Ancile

## Origine del nome
Autori differenti danno diverse etimologie. Per alcuni deriva dal greco ἀγκύλος, "curvo". Varrone lo fa derivare da ab Ancisu, essendo arcuato o tagliato dai due lati, come gli scudi traci, chiamati peltæ. Plutarco pensava che la parola derivasse dal greco άγκών, "gomito", essendo l'arma indossata sul gomito. Secondo Ovidio
(Ovidio, Fasti iii)

## Storia
Questi scudi erano di bronzo ma solo uno era l'originale inviato da Marte Gradivo a re Numa Pompilio come pegno dell'eterna invincibilità di Roma. La tradizione narra che durante una pestilenza uno scudo bilobato scese dal cielo e l'epidemia subito cessò.
La ninfa Egeria aveva rivelato che chi avesse posseduto questo scudo sarebbe diventato molto potente, perciò Numa incaricò il fabbro Mamurio Veturio (della gens Veturia), di forgiare altri 11 scudi identici all'Ancile, così che fosse impossibile ai nemici di Roma sottrarre quello autentico, così come era avvenuto per il Palladio di Troia ad opera di Ulisse. L'Ancile divenne così uno dei sette pegni del comando (pignora imperii) di Roma.
(Maurus Servius Honoratus In Vergilii carmina comentarii)

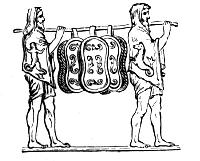
I Salii che portano gli ancilia

Numa affidò gli scudi a dodici giovani patrizi detti Salii che li custodirono nella Regia.
Alle idi di marzo i Salii portavano gli ancilia in processione per le vie di Roma, percuotendoli con le loro aste e cantando inni a Marte danzando in ritmo a tre tempi, alla fine del mese venivano solennemente riposti, ed era vietato intraprendere operazioni militari prima di quella data. Otone, che partì in guerra senza attendere la deposizione degli ancilia, perse la guerra.

## Araldica
Il termine ancile è anche utilizzato, in araldica, per indicare lo scudo ovale.